# Pick Szalámi és Szegedi Paprika Múzeum
A Pick Szalámi és Szegedi Paprika Múzeum egy szegedi szakmúzeum, melynek gyűjtőköre kiterjed a két szegedi kötődésű hungarikum, vagyis a Pick Szalámigyár és a Kotány Fűszercég történetéhez köthető tárgyi és írásos emlékekre. A múzeumot 1999-ben hozták létre a Pick Zrt. 130. évfordulója alkalmából hozták létre a Felső Tisza-parton álló szabadidős helyiségbe és egészen 2018-ig üzemelt. Jelenleg tartósan zárva tart és csak virtuális tárlat keretén belül látogatható a múzeum.

## Története
A múzeum két gyűjtemény egyesüléseként jött létre. Szegedhez közeli kis faluban, Szentmihályon a Szegedi Paprika Rt. üzemeltetői a helyi művelődési központban alakítottak ki egy paprikatörténeti kiállítást. Az 1970-es évekre a szocialista brigád úgy döntött, hogy a leselejtezett gépeket is ezekbe a kiállítási tárlatba helyezik el. 1987-ben megnyitott a szegedi Pick Szalámigyár Felső Tisza-parton található szabadidős központja. Így ennek a központnak a második emeleti szobája lett az új tárlat helye.
1999-ben a Pick fennállásának 130. évfordulója alkalmából döntött úgy Pick Szeged Zrt., hogy egy korszerű múzeumot alakít ki. A Szegedi Paprika csoport is ekkoriban a Pick alá tartozott, így könnyű volt a két cég történetét feldolgozó kiállítást megvalósítani.
A kiállítást évente 7-8 ezer látogató tekintette meg, 2014 nyarán a 125 ezredik érdeklődő lépett be az épületbe. A Natoinal Geographic a hatodik legjobb élelmiszermúzeumnak választotta, míg a Lonely Planet a második legkülönlegesebb múzeumnak.
2018 végén a Pick Szeged Zrt. úgy döntött, hogy tartósan bezárja a múzeumot. A múzeum bezárásának indoka az épület állagának romlása és a korszerűség hiánya volt. Ennek érdekében egy virtuális kiállítást hoz létre a múzeum, amíg az 5-ös főút melletti új üzem el nem készül és nem helyezik oda a kiállítás tárgyait.